# Зругское озеро
Зру́гское Восто́чное о́зеро (осет. Зруджы Скæсæн цад) или Зру́гское Большо́е о́зеро (осет. Зруджы Скæсæн цад) — высокогорное озеро ледникового происхождения в Алагирском районе Северной Осетии (Россия). Расположено на высоте 2997 м над уровнем моря в Зругском ущелье, на восточном склоне горы Дзедо — на Двалетском хребте (части Главного Кавказского хребта). В непосредственной близости от озера проходит Российско-южноосетинская граница.
Из озера берёт начало река Калекадон, впадающая в реку Зруг (бассейн Терека).